# Carl Hollander
Carl Nicolaas Hollander (Amsterdam, 16 juni 1934 – aldaar, 28 september 1995), was een Nederlands illustrator van vele kinderboeken.

## Loopbaan
Hollander heeft de kunstacademie in Den Haag met veel succes doorlopen en afgemaakt. Hij behaalde de eerste prijs (de Esso-prijs) voor het beste eindexamen in het desbetreffende jaar. Na zijn studie moest hij eerst zijn dienstplicht vervullen, maar daarna kon hij zijn hart volgen en zijn talent ten volle benutten. De eerste opdrachten kreeg hij van enkele uitgeverijen uit Engeland, maar al vrij snel maakte hij de illustraties en omslagen voor veel kinderboeken van de Nederlandse uitgeverij Ploegsma. 
Hij werkte graag en vaak met pen, potlood, kleurpotloden en aquareltechniek. Zijn werk kenmerkt zich door de fijne detaillering, wat dat werk zo herkenbaar en levensecht maakt. In totaal heeft hij meer dan honderd boeken geïllustreerd of van omslagen voorzien. Tussen 1970 en 1972 maakte hij onder het pseudoniem Abraham Zwinskyenskowkovitch-Prastolkinofortortiloff jr. de serie "Rosie Geur & Manus Gein" voor het blad PEP.
Hollander heeft ook les gegeven aan de Rietveld Academie te Amsterdam.

## Werken
Een kleine greep uit zijn werk: 
- Paul Biegel – onder andere De kleine kapitein, Juttertje Tim , De vloek van Woestewolf en De rover Hoepsika
- Annie M.G. Schmidt – Minoes
- Astrid Lindgren – De Pippi Langkous-boeken
- Hans Werner – Sinbad de Zeeman
- Top Naeff - Tredmolen, Mijn grootvader en ik
- Ina Boudier-Bakker – De straat
- Willem Wilmink – Ali Baba en de veertig rovers
- Lily Petersen en Robert Smit - Kleutertje Luister 2
- Leonie Kooiker - De boevenvangers
- Leonie Kooiker - Het malle ding van bobbistiek
- An Rutgers van der Loeff - De kinderkaravaan, Ze verdrinken ons dorp
- Kees Leibbrandt - Speurder op bed, Spaghetti van Menetti

- Biblioteca Nacional de España: XX859634
- Bibliothèque nationale de France: cb126133189 (data)
- Biografisch Portaal: 57117973
- Digitale Bibliotheek voor de Nederlandse Letteren: holl067
- Gemeinsame Normdatei: 1031494634
- International Standard Name Identifier: 0000 0001 1885 4213
- Library of Congress Control Number: n81066228
- Nederlandse Thesaurus van Auteursnamen: 069892695
- RKD-Nederlands Instituut voor Kunstgeschiedenis: 39166
- Système universitaire de documentation: 147795109
- Virtual International Authority File: 116805201
- WorldCat: E39PBJppx4vk3rCVr9hYjjHDMP